# São Geraldo do Araguaia
São Geraldo do Araguaia là một đô thị thuộc bang Pará, Brasil. Đô thị này có diện tích 3269,541 km², dân số năm 2007 là 24929 người, mật độ 7,62 người/km².